# James Cooper (teolog)
James Cooper, född 1846, död den 27 december 1922, var en skotsk teolog.
Cooper var präst i Aberdeen 1881-1898 och blev 1899 professor i kyrkohistoria vid universitetet i Glasgow. Han var ordförande i skotska kyrkans General assembly från 1917, och ledamot och ordförande i ett flertal teologiska och kyrkliga föreningar.
Coopers intresse för det kyrkliga enhetsarbetet kom till uttryck i Reunion, a voice from Scotland (1918). År 1920 höll han Olaus-Petriföreläsningar i Uppsala (tryckta samma år som Den skotska kyrkan och kyrkans enhet).